# Lamelliconcha circinata
Lamelliconcha circinata is een tweekleppigensoort uit de familie van de Veneridae. De wetenschappelijke naam van de soort is voor het eerst geldig gepubliceerd in 1778 door Born.